# Novafos
Novafos Holding A/S eller Novafos er en dansk vandkoncern med hovedkvarter i Birkerød. De er engageret i drikkevand, regnvand og spildevand. Novafos blev etableret i 2017 som et fælles vand- og spildevandsselskab for kommunerne Allerød, Ballerup, Egedal, Frederikssund, Furesø, Gentofte, Gladsaxe, Hørsholm og Rudersdal Kommune. De ni kommuner ejer i fællesskab Novafos. Virksomheden har ca. 350 ansatte.